# Росс, Людвиг
Людвиг Росс (нем. Ludwig Ross; 22 июля 1806, Борнхёвед — 6 августа 1859, Галле, Пруссия) — немецкий археолог, исследователь античной архитектуры. Организатор и руководитель реконструкции Храма Ники Аптерос, а также других работ на афинском Акрополе, в иных местах Греции и на островах Эгейского моря. Он был ключевой фигурой в первые годы археологии в независимом Королевстве Греция, генеральным эфором (куратором) по древностям между 1834 и 1836 годами.

## Биография
Людвиг Росс родился 22 июля 1806 года в Борнхёведе, Германия (земля Шлезвиг-Гольштейн), который тогда находился под властью Королевства Дания. Его дед по отцовской линии, медик, переехал из северной Шотландии в Гамбург около 1750 года. Отец, Колин Росс, женился на Джулиане Огюст Ремин. Когда Людвигу было четыре года, его отец перевёз семью в поместье Гут Альтекоппель в Борнхёведе, которым он управлял и позднее приобрел. Среди пяти сыновей и трёх дочерей был младший брат Людвига, живописец Карл (Чарльз) Росс (1816—1858). Людвиг, как и Карл, выступал за независимость Гольштейна от Дании. Он не считал себя датчанином, и в современной науке его обычно считают немцем.
В 1825 году Людвиг Росс поступил в Университет Христиана Альбрехта в Киле. Он начал изучать медицину, зоологию и антропологию, но в конечном итоге остановился на классической филологии. Среди его учителей в Киле были теолог Август Твестен, историк Фридрих Кристоф Дальман, и филолог-классик Грегор Вильгельм Ницш. Он был также учеником филолога Иоганна Матиаса Шульца, чьи лекции были сосредоточены в основном на греческой и римской литературе, в том числе на произведениях Эсхила, Софокла и Аристофана, а также на философских исследованиях работ Цицерона и Лукреция. Находясь в Киле, Росс встретил своего будущего сотрудника и друга, филолога Питера Вильгельма Форххаммера, и подружился с Отто Яном, позже известным исследователем древнегреческой и римской керамики.
Росс получил степень доктора философии за изучение пьесы Аристофана «Осы» 16 мая 1829 года. Однако его заявка на получение стипендии из «Фонда общественного блага» для поездки в Грецию была отклонена. После отказа он работал частным репетитором в Копенгагене. Вторая заявка в следующем году оказалось удачной. После пребывания в Лейпциге 23 мая 1832 года он отправился в Грецию через Мюнхен, Зальцбург и Триест и далее морем в Нафплион.
Росс прибыл в Грецию 22 июля 1832 года, за две недели до того, как Национальное собрание утвердило Оттона Баварского королём Греции. В 1832 году Людвиг Росс был назначен заместителем хранителя древностей Археологического музея Нафплиона, в то время столицы Греции. Росс направился в микенское городище Тиринф, затем отплыл на остров Эгина по пути в Афины. Первый визит Росса в город проходил в доме Кирьякоса Питтакиса, самодеятельного археолога, который через несколько недель будет назначен «хранителем древностей Афин». Снискав благосклонность молодого короля, вместе с архитекторами Эдуардом Шаубертом и Стаматисом Клеантисом, Людвиг Росс осматривал археологические памятники Эпидавра, Тиринфа и Аргоса. В июне 1833 года баварский архитектор Адольф Вайсенберг был назначен эфором (куратором), отвечающим за греческие древности. Вскоре после этого Россу предложили должность антиквара при баварском правительстве, но он отказался от неё, так как не хотел служить под началом Вайсенберга. Впоследствии в ноябре 1833 года Росс принял предложение греческого правительства занять должность «субэфора» (греч. ὑποέφορος) по древностям на Пелопоннесе.
Росс организовал серию спортивных соревнований, аналогичных древним Олимпийским и Истмийским играм, 4 марта 1833 года он призвал греческое правительство через королевскую семью издать указ о восстановлении Олимпийских игр в Пиргосе.

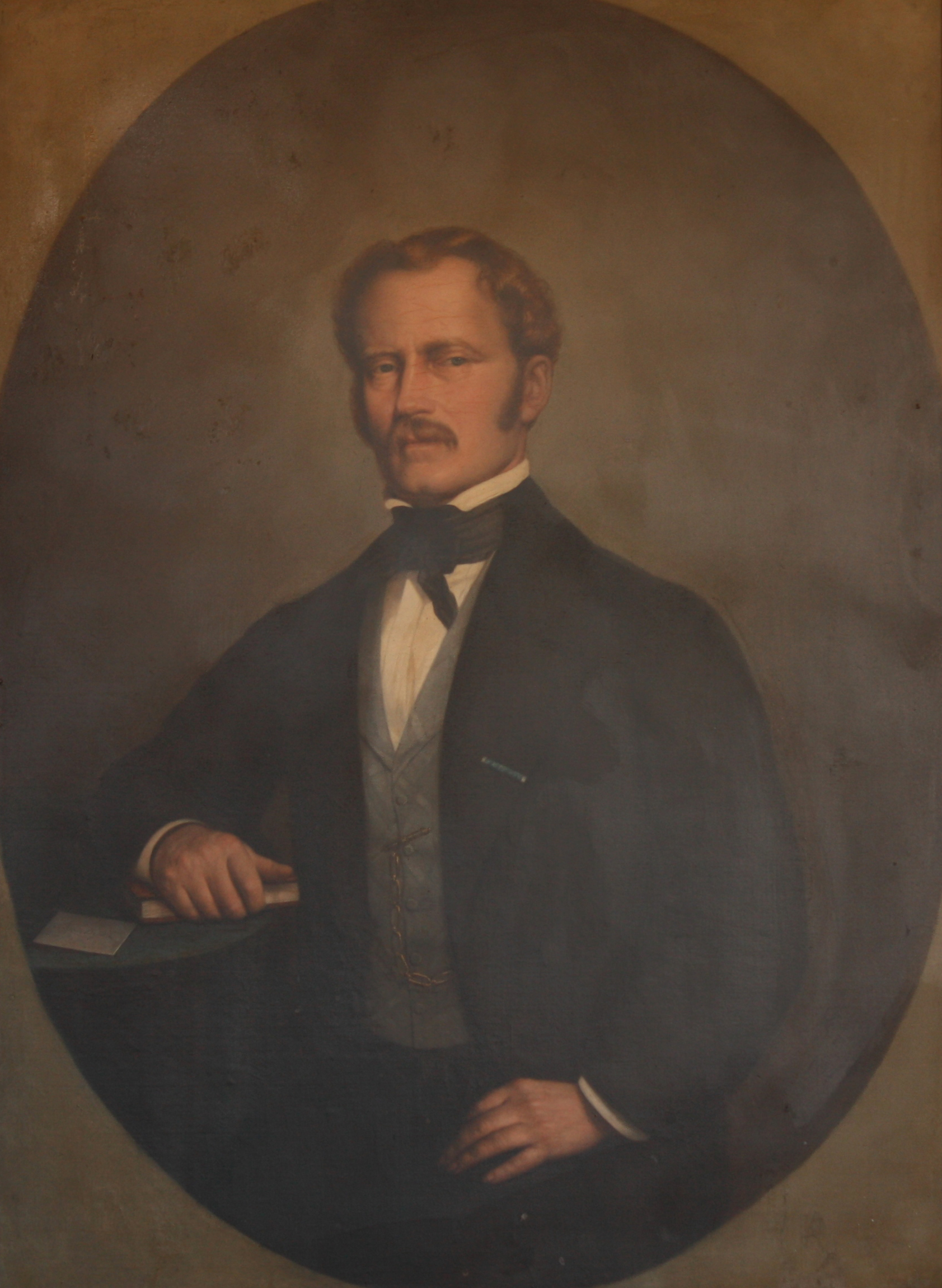
Г. Варухас. Портрет Л. Росса. 1870. Холст, масло. Музей истории Афинского университета

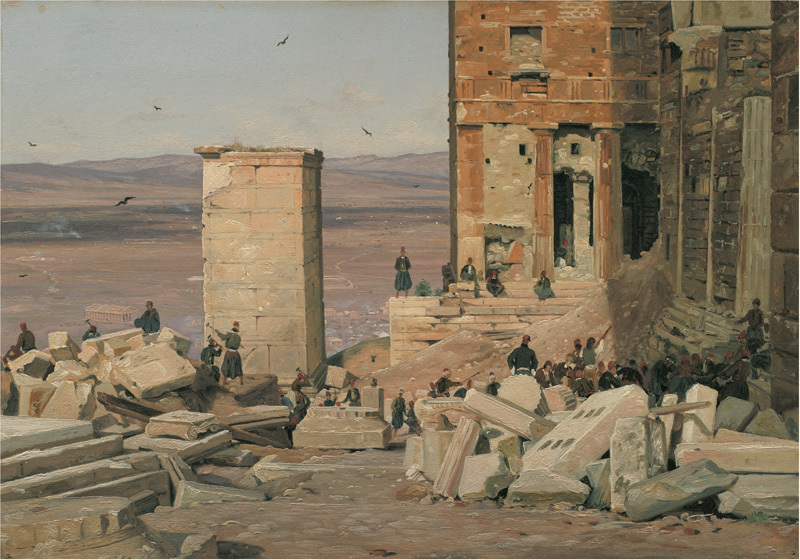
М. Рёрби. Греческие рабочие на руинах Акрополя. 1835. Бумага, масло. Государственный музей искусств, Копенгаген

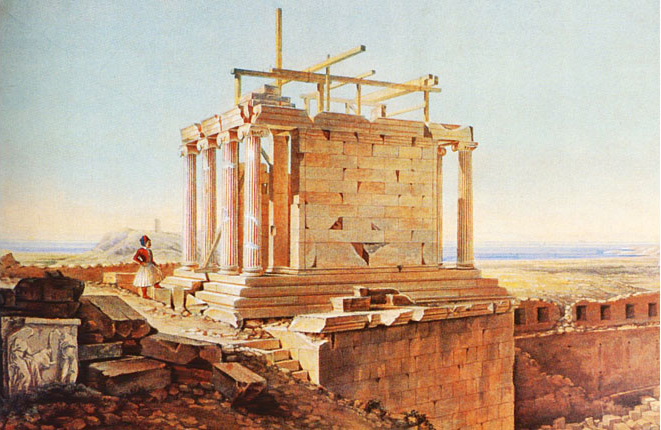
К. Хансен. Храм Ники-Аптерос во время реставрации. 1836. Акварель

В то время, когда за пределами Афин работало сравнительно мало греческих археологов, Росс в 1835 году организовал археологические коллекции на Кикладах и провёл раскопки на острове Тира. На Тире он раскопал двенадцать погребальных надписей, которые он разделил между Тирой, региональным музеем на острове Сирос (который он приказал создать в 1834—1835 годах) и Центральным музеем в Афинах. Однако активность немца Росса вызывала недоброжелательное отношение к нему со стороны греческих активистов национального движения. Греческие власти утверждали, что действия Росса были незаконными. Общественное давление вынудило Росса в 1836 году уйти в отставку с должности генерального эфора (куратора) по древностям.
Когда принц Оттон достиг в 1837 году совершеннолетия, он основал в Афинах Оттоновский университет (известный с 1932 года как Афинский национальный университет имени Каподистрии). Россу были присвоены звание и должность профессора археологии, одной из первых кафедр такого рода в мире (высказывалось предположение, что кафедра была создана специально для него). Росс был одним из 7 немцев из 23 преподавателей университета.
Росс много путешествовал по греческим островам Эгейского моря и Малой Азии, что сделало его одним из первых европейцев, исследовавших внутренние районы Карии и Ликии. Везде составлял подробные описания увиденного. В 1836 году он был назначен членом Прусской академии наук, а в 1837 году членом-корреспондентом Баварской академии наук. В период с мая по октябрь 1838 года Росс путешествовал по Италии, Австрии и Германии, останавливался у Фридриха Тирша в Мюнхене и впервые после отъезда в Грецию навестил свою семью в Борнхёведе. Июль он провел в курортном городе Бад-Киссинген в Баварии, где искал курортное лечение от болезни.
Назначение в 1841 году премьер-министром Греции Александроса Маврокордатоса, который выступал против присутствия иностранцев в общественной жизни Греции, вызвало у Росса тяжелую депрессию, которая продолжалась до конца его жизни. К 1842 году он был недоволен своими лекциями в университете, разочарован продолжающейся враждебностью и стремился покинуть Грецию. 3 сентября 1843 года он лишился должности в университете. Он безуспешно подал заявку на академическую должность в Дрездене и на грант от правительства Дании для поездки по южной Европе.
При поддержке своего друга, немецкого эрудита Александра фон Гумбольдта, Росс был назначен профессором археологии в Галле. Начало его работы было отложено королем Пруссии Фридрихом Вильгельмом IV, который предоставил ему двухлетнюю стипендию на поездку, позволившую ему проводить время в Смирне, Триесте и Вене. Зимой 1844—1845 годов он организовал раскопки под руководством Эдуарда Шауберта недалеко от Олимпии. Проект финансировался Министерством культуры Пруссии и Фридрихом Вильгельмом, которому его рекомендовал Гумбольдт. В ходе раскопок Шауберт исследовал место так называемой «Могилы Коройбоса» (Grabes des Koroibos). Древние источники сообщают, что Коройбос (Кореб) из Элиды стал первым победителем соревнований в Олимпии, опередив соперников в беге на один стадий в 776 г. до н. э. В Олимпии ему поставили памятник и 776 г. до н. э. считается годом начала проведения Олимпийских игр.
Людвиг Росс был одним из первых учёных, посетивших раскопки в Петре, Иордания (1845). В начале 1847 года Росс женился на Эмме Швецке, дочери своего будущего соратника Карла Густава Швецке. Вскоре после этого у него начались проблемы со здоровьем, которые постепенно уменьшили его подвижность и причиняли ему всё усиливающиеся боли. Он безуспешно пытался облегчить своё состояние санаторно-курортным лечением. Возможно, он страдал сифилисом, свидетельство чего историк-археолог Ида Хаугстед обнаружила в письмах Росса от начала 1842 года. Он продолжал страдать от депрессии, которая начала влиять на него в последние годы его пребывания в Греции.
Росс покончил жизнь самоубийством в Галле 6 августа 1859 года. Он был похоронен в Борнхёведе рядом со своим братом Чарльзом, который умер от тифа в предыдущем году.

## Научная работа
В годы своей профессорской деятельности Росс читал лекции по древнегреческой и латинской литературе, истории классических Афин и Спарты, а также топографии Афин, в основном основывая свой курс на надписях, которые он обнаружил сам. В 1840—1841 учебном году Росс предложил курс греческой эпиграфики, что было впервые в Греции, когда эпиграфика преподавалась как отдельная дисциплина. В 1834 году он издал первый том исследования «Неопубликованные греческие надписи» (Inscriptiones Graecae Ineditae), это также был первый эпиграфический том, опубликованный в Греции. Росса критиковали за то, что он писал на латыни, а не на греческом языке; эта критика, возможно, была одной из причин, по которой он отложил публикацию второго тома, ожидаемую в 1835 году, до 1842 года. В 1839 году он опубликовал результаты своих раскопок в храме Афины-Ники в книге, иллюстрированной Хансеном и Шаубертом.
В 1841 году Росс опубликовал «Справочник по археологии искусств», написанный на греческом языке. Греческий археолог Ольга Палагия характеризовала «Справочник» как «образец научного метода для своего времени» и «памятник греческого языка».
В своей книге Росс продвигал идеалы неоклассицизма, утверждая, что искусство и архитектура должны следовать модели классической античности, уделяя меньше внимания историческим особенностям развития греческой архитектуры. Росс также приводил доводы в пользу зависимости древнегреческой культуры от культуры Египта и древнего Ближнего Востока, что противоречило преобладающим в то время взглядам на классическую «чистоту» и автохтонность, выдвинутым Иоганном Иоахимом Винкельманом и его преемниками, такими как А.-К. Катрмер-де-Кенси и К. Бёттихер.
В результате революции 3 сентября 1843 года, когда большинство негреков было отстранено от государственной службы, Людвиг Росс также потерял свою должность в университете. Последние годы жизни он провел в качестве профессора в Галле, где безуспешно выступал против реконструкции индоевропейской языковой семьи, считая латинский язык прямым потомком древнегреческого.
Он опубликовал третий том «Inscriptiones Graecae Ineditae» в 1845 году и трактат о демах Аттики вместе со своим коллегой Эдуардом Мейером в 1846 году. В 1848 году он издал труд «Курсив и греки: говорили ли римляне на санскрите или греческом?», в котором утверждал, что латынь является лингвистическим потомком греческого языка точно так же, как романские языки произошли от латыни, отвергая новые открытия. в области индоевропейских исследований. В 1850 году он вместе с историком Иоганном Густавом Дройзеном и издателем Карлом Густавом Швецке, своим тестем, основал ежемесячный альманах «Общий ежемесячный литературный журнал» (Allgemeine Monatsschrift für Literatur). Журнал прекратил выходить всего через несколько лет.
Размышления Росса о своей карьере в Греции «Воспоминания и сообщения из Греции» были опубликованы посмертно в 1863 году с предисловием его друга Отто Яна. В томе, состоящем в основном из дневников и писем Росса, написанных во время его пребывания в Греции, Росс утверждал, что технологическая отсталость и некомпетентность правительства сдерживали развитие Греции, и критиковал как правительство, так и греческих политиков за их «местничество».
Людвига Росса единодушно считают одним из выдающихся исследователей древнегреческой эпиграфики на заре её развития как академической дисциплины и «одной из самых важных фигур в культурном возрождении Греции». Его особо почитали как успешного организатора археологических и реставрационных работ на афинском Акрополе.

## Археологическая деятельность Людвига Росса
В январе 1834 года Людвиг Росс раскопал место древней Тегеи в Аркадии, а затем совершил путешествие по Аркадии и Элиде, включая небольшие раскопки в Мегалополисе и посещение Ликосуры и храма Аполлона в Бассах. В 1834 году он участвовал в планировании современного города Спарты. В июле 1834 года в Афины прибыл архитектор Лео фон Кленце, чтобы консультировать короля Оттона по вопросам развития города. Кленце предложил демилитаризовать Акрополь, который на тот момент был военной крепостью, оккупированной баварскими войсками, и сделать его местом археологических раскопок. Королевский указ на этот счёт был издан 30 августа. По рекомендации Кленце Россу было присвоено звание генерального эфора по древностям, отвечающего за всю археологию в Греции, что предусматривало прямую ответственность за восстановление Акрополя.
Росс работал в окружении немецких учёных-археологов, преодолевая недовольство коренных греческих интеллектуалов. В 1834 году Росса попросили составить список объектов вокруг Акрополя, которые более всего нуждались в защите, чтобы их могло приобрести государство. Работая с Кириакосом Питтакисом, он определил тринадцать, но был вынужден сократить список до пяти, прежде чем от предложенной инициативы вообще отказались. В 1835 году, чтобы финансировать реставрационные работы и контролировать количество посетителей, Акрополь стал первым археологическим объектом в мире, где взималась плата за вход. Работа Росса рассматривалась как часть более широкого проекта строительства Афин в качестве столицы нового греческого государства. В 1835 году Росс стал членом, а впоследствии и председателем строительной комиссии, ответственной за планирование города. Его работа на афинском Акрополе началась в январе 1835 года и имела значение первых систематических раскопок на этом месте.
Первой заботой Росса была расчистка пути к Акрополю и Парфенону и того, что тогда было известно как «Башня Афины-Ники». Так называемая «башня» представляла собой бывший парапет Храма Ники Аптерос, большая часть которого была разобрана во время венецианской осады 1687 года. Росс нанял восемьдесят рабочих, распределённых между Парфеноном и объектами на западе. Основными задачами были снос современного бастиона возле башни Афины-Ники и мечети внутри Парфенона.
Во время раскопок Акрополя Росс публиковал свои результаты как в академических изданиях, так и в репортажах для немецких газет. Росс намеревался опубликовать предварительные итоги раскопок Парфенона и района Пропилей в дополнение к своей публикации 1839 года о Храме Афины-Ники Аптерос, но к 1855 году был вынужден отказаться от проекта, отчасти из-за финансовых ограничений, а отчасти из-за сложностей сотрудничества со своими соавторами Хансеном и Шаубертом, которые в это время отсутствовали в Греции. К. О. Мюллер (1843), и французский археолог Филипп Леба (1847) уже опубликовали некоторые открытия в храме Афины-Ники Аптерос, опираясь на рисунки, сделанные другими.
Росса называют «одной из самых важных фигур в культурном возрождении Греции» в первые дни официальной археологической практики страны. Его публикации, особенно эпиграфические, широко использовались современными учёными. В Афинах он обучил первое поколение греческих археологов, получивших местное образование, в том числе Панайотиса Эфстратиадиса, одного из выдающихся греческих эпиграфистов XIX века и преемника Росса на посту генерал- эфора — руководителя всех археологических работ.